# Cleoneu
Cleoneu (em latim: Cleonaeus) foi um almirante de Rodes que é conhecido por ter participado em duas importantes batalhas navais travadas em 201 a.C. no contexto da Guerra Cretense.
A primeira dessas batalhas foi a de Quio, na qual Cleoneu foi vice-comandante, às ordens de Teofilisco. Este último morreu pouco depois da batalha devido aos ferimentos que sofreu, passando o comando para Cleoneu. Quando a frota regressava a Rodes, foi atacada e derrotada pelos macedónios comandados Filipe V ao largo de Lade.